# El Eternauta
El Eternauta är en argentinsk science fiction-serie skapad av författaren Héctor Germán Oesterheld och ursprungligen tecknad av Francisco Solano López. Den senare var en avlägsen släkting till en av Paraguays första presidenter med samma namn, Francisco Solano López. Den första versionen av serien publicerades i tidningen Hora Cero Semanal mellan 1957 och 1959.
Oesterheld skrev senare uppföljare till El Eternauta, publicerade år 1969 (med teckningar av Alberto Breccia) respektive 1975. Båda innehöll en mer politisk ton, och de var skrivna vid en tid då Oesterheld blivit medlem i den vänsterorienterade Montoneros-gerillan. Under militärdiktaturen kidnappades Oesterheld sedan av militären och försvann. Efter hans påtvingade försvinnande skrevs flera nya versioner av El Eternauta av en uppsjö av författare och tecknare.

## Historia
El Eternauta utspelar sig i femtiotalets Buenos Aires där ett mystiskt och dödligt snöoväder blir inledningen till en invasion av utomjordingar med syfte att ta över jorden. De överlevande människorna mobiliserar sig för att rädda jorden och mänskligheten. Handlingen utspelar sig i Buenos Aires stadsmiljöer med händelser vid och hänvisningar till existerande byggnader och gator i staden.

## Tidningen L'Eternauta
1980 startades den italienska serietidningen L'Eternauta, lanserad på seriefestivalen i Lucca. Tidningens publicerade främst spanska, argentinska och italienska serieskapare, med en blandning av äventyr, science fiction och fantastik. Alberto Breccia, Hugo Pratt och François Schuiten tillhörde de återkommande bidragsgivarna.